# Léa Fontaine
Léa Fontaine (7 de diciembre de 2001) es una deportista francesa que compite en judo.
Ganó dos medallas en el Campeonato Europeo de Judo, en los años 2021 y 2024, y una medalla de oro en el Campeonato Europeo de Judo por Equipo Mixto de 2022.

## Palmarés internacional
| Campeonato Europeo                  | Campeonato Europeo | Campeonato Europeo | Campeonato Europeo |
| Año                                 | Lugar              | Medalla            | Categoría          |
| ----------------------------------- | ------------------ | ------------------ | ------------------ |
| 2021                                | Lisboa (Portugal)  | Medalla de plata   | +78 kg             |
| 2024                                | Zagreb (Croacia)   | Medalla de bronce  | +78 kg             |
| Campeonato Europeo por Equipo Mixto |                    |                    |                    |
| Año                                 | Lugar              | Medalla            | Categoría          |
| 2022                                | Mulhouse (Francia) | Medalla de oro     | Equipo mixto       |